# Heinrich Alting

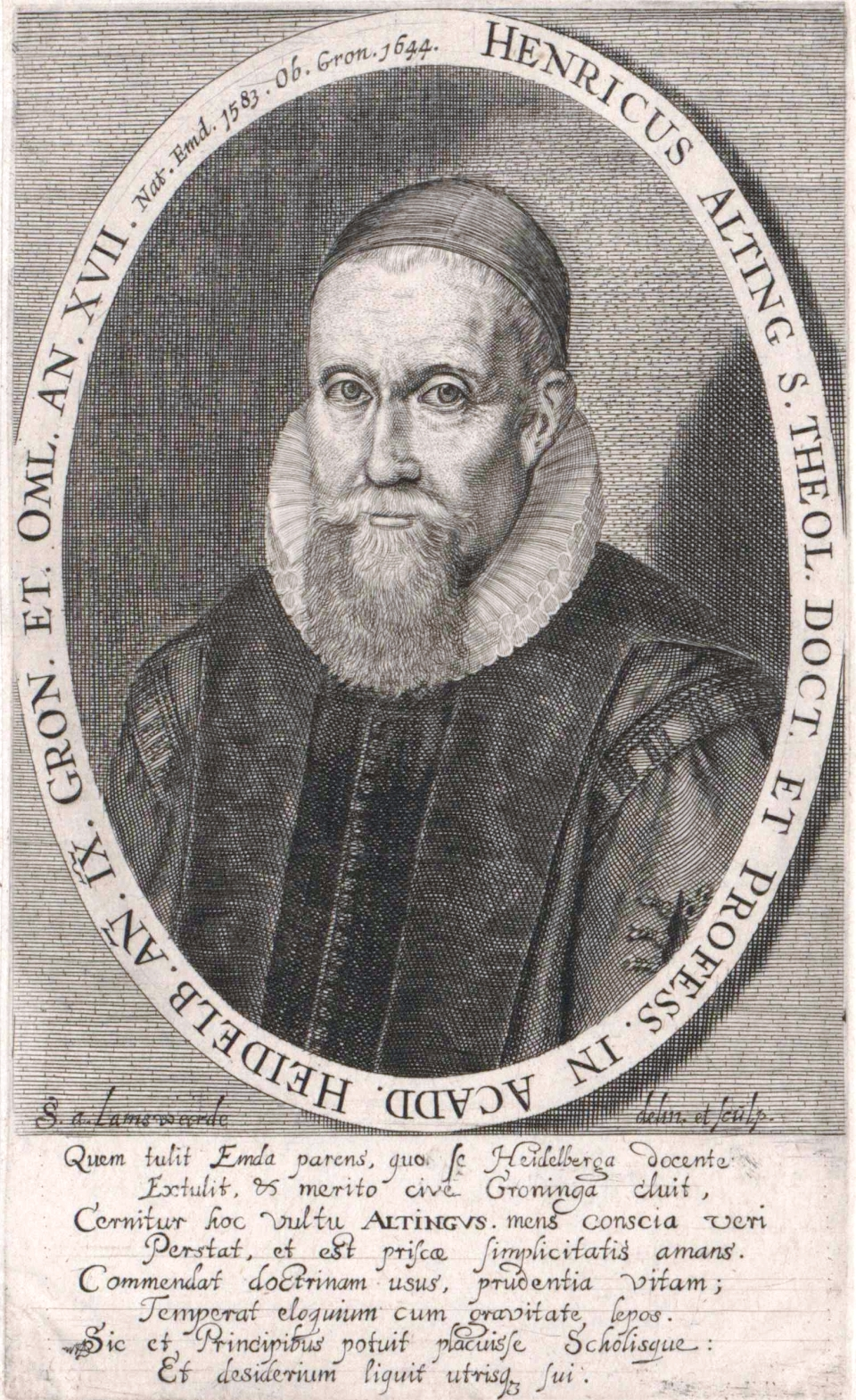
Henricus Alting, Stich von Steven van Lamsweerde

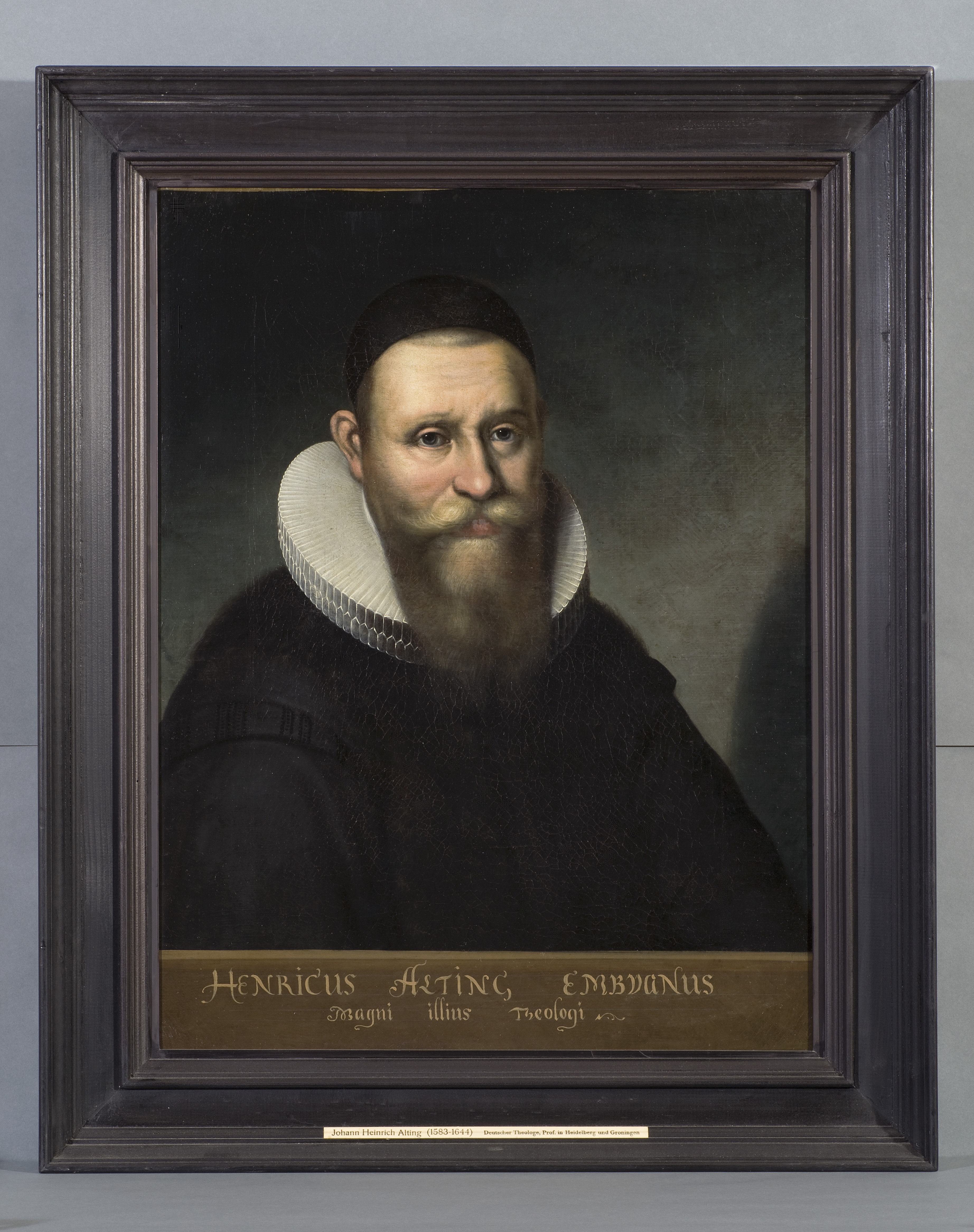
Hans Jakob Dünz: Porträt des Heinrich Alting, Öl auf Leinwand, 17. Jahrhundert, [https://katalog.burgerbib.ch/detail.aspx?ID=184453 Burgerbibliothek Bern, M.1

Heinrich Alting (* 17. Februar 1583 in Emden; † 25. August 1644 in Groningen) war ein deutscher reformierter Theologe und Rektor der Universität Groningen.

## Leben
Seine Eltern waren der Theologe Menso Alting (1541–1612) und dessen Ehefrau Maria Bischoff (1550–1613).
Heinrich Alting studierte an der Hohenschule Herborn Theologie. 1613 wurde er in Heidelberg promoviert und vertrat dort den dritten Lehrstuhl als Professor der Dogmatik (Loci Communes). 1616 wurde er Ephorus des dortigen renommierten Collegium sapientiae. Zusammen mit Abraham Scultetus und Paul Tossanus nahm er 1618 an der Dordrechter Synode teil. Nach der Plünderung Heidelbergs durch Tilly im September 1622 floh er auf einer umständlichen und gefährlichen Reise in die Niederlande. In Groningen wurde er 1627 wiederum zum Professor der Dogmatik, ein Jahr später bereits zum Rektor ernannt. Das Amt hatte er noch zweimal inne im Jahr 1636 und 1641.
Altings Schriften über die Pfälzische Kirchengeschichte, die Augsburgische Konfession, den Heidelberger Katechismus, die Theologia Historia (eine frühe Form der Dogmengeschichtsschreibung) und generell theologie- und dogmengeschichtliche Kontroversen wurden erst nach seinem Tode herausgegeben durch seine Söhne Jakob und Menso (III.) Alting.

## Familie
Er heiratete am 1. November 1614 in Heidelberg Susanna Belier (* 5. September 1592; † 15. Oktober 1643), Tochter von Karl Belier und Françoise Saureau. Das Paar hatte mehrere Kinder:
- Maria (1615–1639)
- Menso (* 14. Januar 1617; † 29. Juli 1678)

⚭ 1643 Margaretha Emmen († 23. Dezember 1650)
⚭ 1655 Anna von Liebergen († 6. März 1656)
⚭ 1660 Alegonda van Boekhold
- Jakob (* 27. September 1618; † 20. August 1679) ⚭ Bouwe Walrich (* 24. Mai 1618)
- Susanna Catharina (* 8. September 1621; † 14. August 1622)
- Sybilla (* 17. April 1625; † 17. August 1648)
- Adelheid (Aaltje) (* 10. September 1627) ⚭ 1656 Guliemus van Julsinga, Admiralitätsrat